# Swarzędz
Swarzędz (uttalas [ˈsfaʐɛnt͡s], tyska Schwersenz) är en stad i Storpolens vojvodskap i Polen. Staden har en yta på 8,23 km2, och den hade 31 035 invånare år 2014.

## Kända personer från Swarzędz
- Philipp Jaffé (1819-1870), tysk historiker